# 5533 Bagrov
5533 Bagrov eller 1935 SC är en asteroid i huvudbältet, som upptäcktes den 21 september 1935 av den ryska astronomen Pelageja Sjajn vid Simeizobservatoriet på Krim. Den har fått sitt namn efter den sovjetisk-ukrainske akademikern och politikern Mykola Bagrov.
Asteroiden har en diameter på ungefär fyra kilometer och tillhör asteroidgruppen Flora.